# سوزان برانش
سوزان برانش (بالإنجليزية: Susan Branch)‏ هي كاتِبة ومصممة أمريكية، ولدت في 12 أبريل 1947.